# Ramsbottom Rides Again
Ramsbottom Rides Again ist eine britische Westernkomödie aus dem Jahr 1956, in dem der damals populäre Komiker Arthur Askey die Hauptrolle spielt. Im deutschen Sprachraum fanden keine Aufführungen des Filmes statt.

## Handlung
Bill Ramsbottom verkauft seinen Pub in England, nachdem seine Kundschaft lieber Fernsehen guckt als sein Bier zu trinken, und siedelt mit seiner Familie nach Kanada über, wo er vom knorrigen Großvater Wild Bill Ramsbottom eine Ranch geerbt hat. Schwierigkeiten bereitet schon die Überfahrt; als sie Kanada erreichen, reisen sie von St. John’s zu ihrer Farm. In kurzer Zeit legt sich Bill, der als eine Bedingung der Erbschaft der Sheriff der Ortschaft Lonesome wird, sich dort mit dem Banditen Black Jake, Indianerhäuptling Blue Eagle und dem herrschenden Gesetz an.

## Kritik
Britmovie erkannten eine mühsame und überlange Parodie auf Der große Bluff. „Kaum lustig“, urteilte auch TV Guide. John Howard Reid hingegen nahm ihn in seine Auswahl der „Great Hollywood Westerns“ auf.